# Luciana Gómez
Luciana Daniela Gómez Montans (Montevideo, Uruguay; 6 de agosto de 2000), conocida simplemente como Luciana Gómez, es una futbolista uruguaya. Juega de mediocampista ofensiva o mediapunta en Atlético Mineiro del Brasileirão Femenino. Es internacional con la Selección de Uruguay.

## Trayectoria

### Colón
Su primera experiencia oficial en clubes fue en Colón, donde debutó en el año 2014. Jugó la temporada 2014-15 en la categoría sub-16. A partir de la temporada 2015-16 forma parte del primer equipo que se consagró campeón del torneo del año 2015.

### Liverpool
En 2016 integra el elenco femenino de Liverpool de Montevideo. Forma parte del equipo de la categoría sub-19. Pasa al primer equipo al siguiente año.

### Nacional
En 2018 llega a El Bolso de cara a la temporada 2019, se consagró campeona del Campeonato Uruguayo 2020. Permanece en el equipo por tres temporadas (2019, 2020 y 2021).

### Atlético Mineiro
En enero de 2022 se confirma su traspaso a Atlético Mineiro.

## Selección nacional
Fue parte de las selecciones juveniles. Participa en convocatorias con la Selección Mayor desde 2021. El 9 de febrero de 2023 fue citada para competir en el Tournoi de France.

## Estadísticas

### Clubes
| Club             | País    | Año             |
| ---------------- | ------- | --------------- |
| Colón FC         | Uruguay | 2014 - 2016     |
| Liverpool        | Uruguay | 2016 - 2018     |
| Nacional         | Uruguay | 2018 - 2022     |
| Atlético Mineiro | Brasil  | 2022 - presente |